# Bagneux, Hauts-de-Seine
Bagneux je južno predmestje Pariza in občina v osrednjem francoskem departmaju Hauts-de-Seine regije Île-de-France. Leta 2008 je imelo naselje 38.509 prebivalcev.

## Administracija
Bagneux je sedež istoimenskega kantona, vključenega v okrožje Antony.

## Zanimivosti
- cerkev Saint-Hermeland iz 13. stoletja,
- dvorec Maison des marronniers grofa Beugnota (1761-1835),
- nekdanje župnišče Maison Masséna (1760),
- Maison de Richelieu (17. stoletje),
- gnomon, sončna ura iz 17. stoletja,
- pariško pokopališče.

## Pobratena mesta
- Grand-Bourg (Francija, Guadeloupe),
- Neath-Port-Talbot (Združeno kraljestvo),
- Torino (Italija),
- Vanadzor (Armenija).